# Wohlthat Mountains
Wohlthat Mountains (niem. Wohlthatmassiv, norw. Wohlthatmassivet)  – obszar górski na wschód od Orvin Mountains (norw. Orvinfjella) w środkowej części Ziemi Królowej Maud w Antarktydzie Wschodniej.

## Nazwa
Nazwa gór upamiętnia radcę stanu Helmutha C.H. Wohlthata, który zajmował się organizacją niemieckiej ekspedycji antarktycznej (niem. Deutsche Antarktische Expedition) prowadzonej w latach 1938–1939 przez Alfreda Ritschera (1879–1963) . 

## Geografia
Wohlthat Mountains leżą na wschód od Orvin Mountains (norw. Orvinfjella) w środkowej części Ziemi Królowej Maud w Antarktydzie Wschodniej . 
Obejmują następujące pasma górskie (z zachodu na wschód)  :
- Humboldt Mountains (niem. Alexander-von-Humboldt-Gebirge, norw. Humboldtfjella)
- Petermann Ranges (niem. Petermannketten)
- Gruber Mountains (niem. Otto-von-Gruber-Gebirge, norw. Gruberfjella)

## Historia
Góry zostały odkryte przez niemiecką ekspedycję antarktyczną (niem. Deutsche Antarktische Expedition) prowadzoną w latach 1938–1939 przez Alfreda Ritschera (1879–1963) . 
W latach 1993–1994 norweski przedsiębiorca Ivar Tollefsen (ur. 1961) poprowadził w region Orvin Mountains, Wohlthat Mountains i Gór Mühliga-Hofmanna ekspedycję wspinaczkową, podczas której dokonano pierwszych wejść na kilka szczytów, m.in. Ulvetanna Peak (2931 m n.p.m.).